# Hundkoja

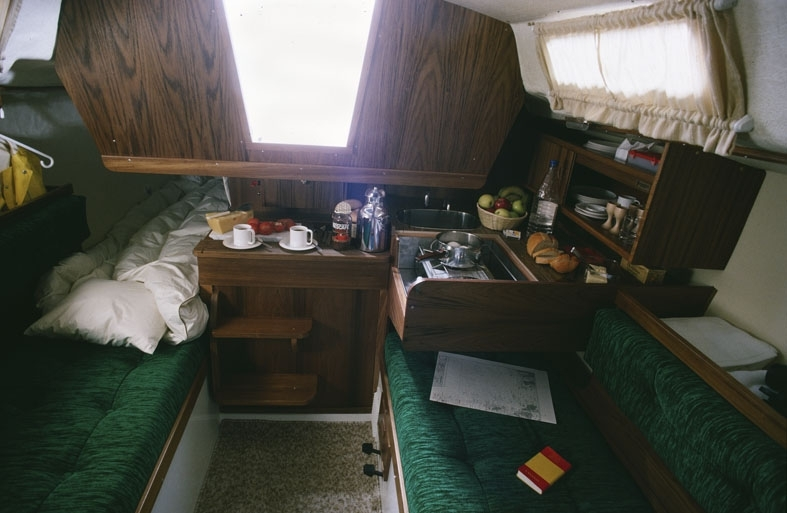
Hundkoja, Albin Cirrus

Hundkoja (niem. „psia koja”) – koja na jachcie znajdująca się pomiędzy kokpitem a burtą, z głową śpiącego w pobliżu zejściówki. Czasami nazywana też „trumną”. Hundkoja może znajdować się także na samym dziobie, wówczas kształtem jest zbliżona do trójkąta. Najmniejsza (najkrótsza) koja, zwykle najmniej wygodna.